# Anzar
Anzar é um deus da mitologia berber do norte da África, deus da chuva e da água  que desempenha um papel proeminente na cultura local, como é o caso de todos os deuses da chuva no mundo mesoamericano, grego, romano e egípcio.

## Mitologia
Anzar, muitas vezes chamado Agellid n Ugfur (O Rei da Chuva), é o deus do céu, das águas, dos rios, dos mares, dos córregos, das fontes e da chuva. No norte da África, um rito conhecido como Tislit n Anzar (The Bride of Anzar) é dedicado a ele durante períodos de seca para solicitar chuva. Esta tradição foi atestada no Rif, Kabylia, Atlas, Ouarsenis e Aurès. Os ritos para chover foram documentados desde a antiguidade no norte da África; por exemplo, Tertuliano fala de um "Virgo Caelestis pluviadum pollicitatrix" (a virgem celestial/noiva da chuva) (Apologeticus , 23); Dion Casio informa sobre um episódio em que um comandante militar romano, com problemas de água nas zonas desérticas, obteve a chuva recorrendo às práticas mágicas das cidades indígenas (História Romana 60, 9).

## A lenda de Anzar
"Havia um personagem chamado Anzar. Ele era o Senhor da água. Ele queria casar com uma garota de beleza maravilhosa: a lua brilhava no céu, então a terra brilhava. Seu rosto brilhava, suas roupas eram de seda brilhante. Ele costumava banhar-se num rio com reflexos de prata. Quando o Senhor da água veio à terra e se aproximou dela, ela ficou assustada e retirou-se.
Um dia, ele disse:
| Aqli gezmeɣ-d igenwan a yiwen n yitran efk-iyi akeğud im fkan neɣ am kkseɣ aman | Como o raio, atravessei os céus. Oh, estrela entre as estrelas! Me dê o tesouro que você tem. Caso contrário, vou privar você desta água. |

A menina respondeu:
| Ttxil-k, ay Agellid n waman a butɛesabt n lmerjan nekk i keč iwumi yid fkan meɛna ugadeghi imennan | Por favor, Senhor da água, o da coroa de coral. Eu sei, somos feitos um para o outro, Mas tenho medo do que as pessoas vão dizer. |

Com estas palavras, o Senhor da água de repente girou o anel em seu dedo, o rio de repente secou e desapareceu. A menina chamou-o e começou a chorar. Então, tirou o vestido de seda e ficou nua. E ela chamou para o céu:
| Ay Anzar, ay Anzar ay ajeğğig uzaɣar asif err-as lɛinser ruḥ ad t-err-d ttar | Oh Anzar! oh Anzar! Oh, você, floração das pradarias Deixe o rio fluir novamente, e venha se vingar! |

Imediatamente, a menina viu o Senhor da água aparecer como relâmpago e se agarrou a ele. A água voltou a aparecer no rio e toda a terra recuperou o esplendor da primavera.

## El rito
Anzar é uma antiga palavra berber que em algumas regiões ainda é usada no sentido da "chuva" (por exemplo, em Yerba, Tunísia). Mesmo quando o termo não existe mais, substituído por outras palavras ou empréstimos de árabe, o nome Anzar é conhecido e utilizado durante certas cerimónias associadas à chuva. Eles são ritos pré-islâmicos e muitos consideram que Anzar é uma antiga divindade de água e chuva, embora este nome não esteja entre as muitas divindades do norte da África que estejam aos textos gregos e latinos da antiguidade.

O carácter central desses ritos é Talghonja, chamado Tislit n Wanzer (The Bride of Anzar), anteriormente uma menina de carne e osso, mas agora foi substituído por um pulso feito muitas vezes de uma colher de pano (aɣenja) vestida com vestidos de noiva. Esta "noiva de Anzar" deve ser apresentada nua ao namorado, a fim de pedir sua prole na terra. Quando a terra se torna difícil e você pode dizer que há "seca", os anciãos se reúnem para preparar o dia para comemorar Anzar. No dia marcado, todas as mulheres, jovens e velhas, são acompanhadas pelas crianças cantando:
| Anzar! Anzar! ay Agellid, rez d aɣurar, A ttebb nneɛma n wedrar, A ternu tin uzaɣar... | Anzar, Anzar! Oh Rei, pela seca, e que o trigo amadurece até a montanha, bem como na planície ... |

Ao mesmo tempo, eles carregam em procissão uma menina jovem e bonita, pintada com henna (حناء) e adornada com as jóias mais bonitas, vestido como uma noiva se casando.
Atualmente, o rito foi parcialmente integrado na religião islâmica e a procissão geralmente é realizada em lugares sagrados, como santuários ou túmulos de marabour locais, sem uma noiva autêntica, que é complementada por uma boneca lindamente decorada como noiva. A celebração, uma vez terminada, a boneca retorna ao seu dono que a manterá até a próxima procissão.